# Ivan Sutherland (remer)
Ivan Sutherland   (Blenheim, 15 de setembre de 1950) és un remer neozelandès, ja retirat, que va competir durant la dècada de 1970.
El 1976 va prendre part en els Jocs Olímpics d'Estiu de Montreal, on guanyà la medalla de bronze en la prova del vuit amb timoner del programa de rem. En el seu palmarès també destaquen dues medalles en el Campionat del món, de plata el 1977 en el quatre amb timoner i de bronze el 1978 en el vuit amb timoner. També va guanyar cinc campionats nacionals, un en el vuit amb timoner (1976) i quatre en el quatre amb timoner (1974 a 1977). També va dirigir l'equip de rem de Nova Zelanda als Jocs Olímpics d'Estiu de Seül i de Barcelona. De 1987 a 1996 va ser seleccionador nacional de rem.
Durant els actes d'Honors per l'Aniversari de la Reina del 2011 va ser nomenat membre de l'Orde del Mèrit de Nova Zelanda pels seus serveis al rem i la viticultura.